# Harwich Port (Massachusetts)
Harwich Port é um lugar designado pelo censo localizado no condado de Barnstable no estado estadounidense de Massachusetts. No Censo de 2010 tinha uma população de 1.644 habitantes e uma densidade populacional de 182,87 pessoas por km².

## Geografia
Harwich Port encontra-se localizado nas coordenadas 41° 40′ 13″ N, 70° 03′ 55″ O. Segundo a Departamento do Censo dos Estados Unidos, Harwich Port tem uma superfície total de 8.99 km², da qual 6.81 km² correspondem a terra firme e (24.2%) 2.18 km² é água.

## Demografia
Segundo o censo de 2010, tinha 1.644 pessoas residindo em Harwich Port. A densidade populacional era de 182,87 hab./km². Dos 1.644 habitantes, Harwich Port estava composto pelo 95.86% brancos, o 0.61% eram afroamericanos, o 0.06% eram amerindios, o 0.55% eram asiáticos, o 0% eram insulares do Pacífico, o 1.52% eram de outras raças e o 1.4% pertenciam a duas ou mais raças. Do total da população o 0.55% eram hispanos ou latinos de qualquer raça.